# 汎スラヴ主義

1848年にプラハで制定された汎スラヴ主義の旗

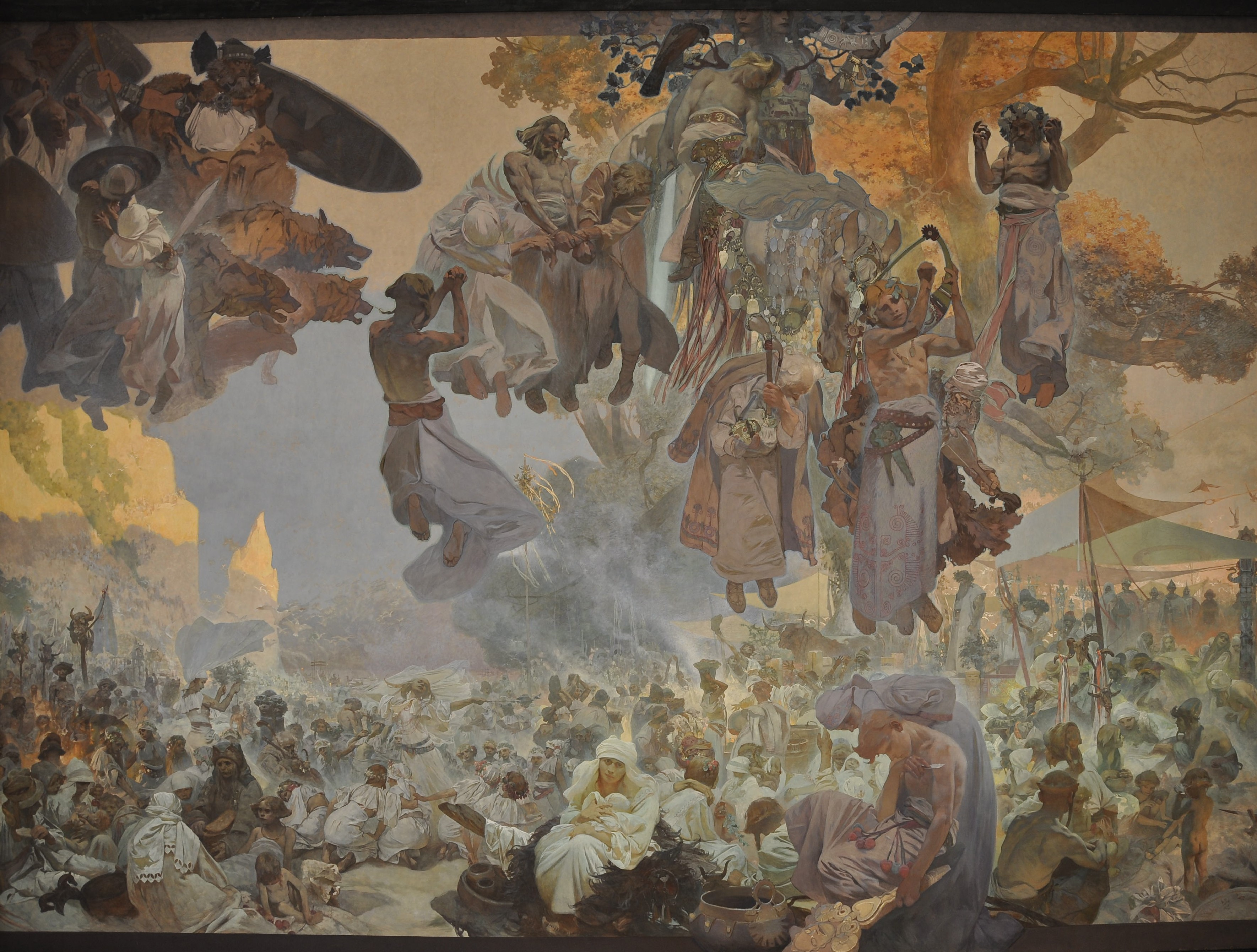
アルフォンス・ミュシャ『スラヴ叙事詩』の1枚(1912)。汎スラブ主義の高揚が冷め、すっかり時代遅れとなった時期にミュシャ個人の熱狂により製作された。

汎スラヴ主義（はんスラヴしゅぎ、ロシア語: Панславизм パンスラヴィーズム ロシア語発音: [pənsɫɐˈvʲizm]、ポーランド語: Panslawizm パンスラーヴィズム ポーランド語発音: [panˈsla.vʲizm]、チェコ語: Panslavismus パンスラヴィスムス チェコ語発音: [ˈpanslavɪzmus]）は、スラヴ民族の連帯と統一を目指す思想運動である。

## 起源
汎スラヴ主義は、19世紀初めのハンガリーの民族運動に触発されて始まった。初期の運動は主にハプスブルク君主国のハンガリー側で盛んであった。ハンガリー民族運動が領内スラヴ人への抑圧に繋がり、これに反発してスラヴ人の民族運動が盛んになったという構図がある。このため、ハプスブルク帝国のスラヴ人はハンガリー人を民族運動の先達としながらハンガリーからの分離を目指すという複雑な構図を見せることとなった。

### スロバキアの汎スラヴ主義
汎スラヴ主義の先駆けとなったのは、当時のハンガリー北部のスラブ人の多い地域であったスロバキアにおけるパヴェル・ヨゼフ・シャファーリク（1795年-1861年）やヤーン・コラール（1793年-1852年）の運動であった。彼らは「汎スラヴ主義の父」とも呼ばれる。
しかしながらスロバキアで汎スラヴ主義が発展することはなかった。これはスロバキアでの汎スラヴ主義が、文化においても人口規模においても優位に立つ西の隣国、チェコおよびチェコ人への同化に繋がりかねないという懸念があったことが原因である。
チェコとスロバキアが一体であると主張する思想についてはチェコスロバキア主義を参照のこと。
汎スラブ主義の象徴的な歌である「スラブ人よ」も、詞はスロバキア人の手によって書かれたものである（曲は皮肉にも、多文化主義を掲げスラブ民族主義には同調しなかったポーランドが、のちの独立の際に自国の国歌としたナポレオン戦争時代のポーランドの戦争歌『ドンブロフスキのマズルカ』から）。

### イリリア運動
ハプスブルク帝国内の南スラヴ人における汎スラヴ主義は、1830年代のクロアチアからイリリア運動という形で現れた。南スラヴ人の言語（文化）の統一、および政治的統一をも目指す思想である。背景としては、前述のシャファーリクやコラールの影響が大きい。イリリア運動自体は、1840年代後半に下火となるが、その後のユーゴスラビア建国へと引き継がれた。
イリリア運動という名称は、紀元前のバルカン半島西部、すなわちイリュリア地方に居住したイリュリア人に由来する。当時、南スラヴ人はその後裔だと考えられていた。それに加えて、クロアチア、セルビア、スロベニアなど、多様な南スラヴの統一を目指すうえで、旗印として相応しいと考えられた。
なお、今日ではイリュリア人が南スラヴ人の祖先ではなかったことが、ほぼ確実である。イリリア運動の指導者としては、クロアチアのリュデヴィト・ガイ（1809年-1872年）、イヴァン・マジュラニッチ、ヤンコ・ドラシュコヴィッチなどが挙げられる。

## 19世紀半ば以降の汎スラヴ主義

### 第一回汎スラヴ会議（1848年）
1848年革命のさなか、6月にプラハで第一回汎スラヴ会議が開催された。この会議は、主としてフランクフルト国民議会への参加を拒否したチェコ人によって構成されており、反オーストリア、反ロシア色の強いものであった。この会議で青・白・赤の三色旗が汎スラヴの色とされたが、影響力を発揮することなく終幕した。なおポーランドは当時ロシア帝国統治下で国民国家を有しておらず、旧ポーランド・リトアニア共和国の多民族主義（多文化主義）を是とする思想もあり、会議には参加しなかった。

### ロシア主導の汎スラヴ主義
19世紀後半、オスマン帝国の衰退が明らかになると（いわゆる「東方問題」）、ロシア帝国はバルカン半島への勢力拡大のために汎スラヴ主義を唱えるようになる。こちらは主にバルカン半島においてギリシア正教会の信仰を同じくするスラヴ諸民族の連帯であり、一般に「汎スラヴ主義」と言った場合には当時の汎スラヴ主義運動を指すことが多いが、その結実した時期は非常に短い。第一次世界大戦の起源として、ロシア帝国主導の汎スラヴ主義とドイツ帝国・ハプスブルク君主国主導の汎ゲルマン主義の衝突の構造を推定するのは、一般的には行われているが、疑問が残る。
ロシア主導の汎スラヴ主義が結実するのは、1912年にロシアの外相セルゲイ・サゾーノフの尽力によってバルカン同盟が結成されたときであった。しかしバルカン同盟諸国は各々別の思惑で同盟に参加し、結束は弱かった。そのため、1912年から1913年に第一次バルカン戦争が行われると、オスマン帝国から獲得した領土を巡って同盟諸国が分裂した。
この分裂の結果、1913年中にバルカン同盟加盟国であったブルガリアがギリシャに攻撃を仕掛けて第二次バルカン戦争が勃発、バルカン同盟は崩壊した。汎スラヴ主義者、とくにロシア帝国内の汎スラヴ主義者はこれに失望し、汎スラヴ主義も終焉を迎えることとなる。
特に戦後から第一次世界大戦にかけてロシアが度々ブルガリアとセルビア・ギリシアの関係修復を試みたにもかかわらず、ブルガリアが両国に奪われたマケドニア地方の割譲を要求し続けたことは、スラヴ諸国の連帯が幻想であることを見せつけることとなった。結局、ブルガリアはマケドニアの領有を目指して第一次世界大戦では他のスラヴ陣営とは決別、中央同盟国側に立って参戦してセルビアを壊滅に追いやることになる。
そして第一次世界大戦中の1917年にロシア革命が発生し、ソヴィエト政権が単一民族優位主義を否定したため、大国ロシアが主導する汎スラヴ主義は名実ともに消滅することになった。

## 汎スラヴ主義の残滓
バルカン戦争とロシア革命により汎スラヴ主義はまとまりを失って失敗に終わるのであるが、その成果として以下の二国の建国を挙げることができる。

### チェコスロバキア
1848年以降もチェコとスロバキアの統一思想は、トマーシュ・マサリクを初めとするチェコ人のチェコスロバキア主義者主導で続けられた。第一次世界大戦が始まると、チェコ人やスロバキア人の一部は汎スラヴ主義に従い、チェコスロヴァキア軍団を結成して東部戦線で連合国側に立って戦った（ロシア革命後その去就が問題となり干渉戦争、シベリア出兵の要因となる）。
1918年にハプスブルク君主国が崩壊すると、チェコスロバキアの独立が実現した。しかしナチス・ドイツの侵略対象となり、ミュンヘン会談にてチェコ側は事実上併合され（ベーメン・メーレン保護領）、スロバキア側には傀儡政権が樹立された（チェコスロバキア併合）。チェコスロバキア亡命政府は再興運動を続け、第二次世界大戦後にはほぼ旧領を取り戻す形で復活した。
1993年、東欧民主化の結果としてチェコとスロバキアの連邦解体が決定（いわゆるビロード離婚）し、チェコとスロバキアの統一は平和裡に終わりを迎えた。

### ユーゴスラビア
1848年革命の失敗以降、南スラヴ人の統一思想は主にハプスブルク帝国の下で分割され、支配されているクロアチアを統一する手段として、クロアチア人知識人の間で育まれた。20世紀に入るとクロアチア内におけるクロアチア人とセルビア人の協力関係が構築された（クロアチア人・セルビア人連合）。一方隣国のセルビア王国はこうした動きに連帯する時期もあったが、クロアチア人やスロベニア人を含めた南スラヴ人の統一よりも、大セルビア主義に基づくセルビア人の統一を優先する傾向が強かった。
第一次世界大戦はセルビアへのハプスブルク君主国の宣戦布告によって始まり、1915年末にセルビアは中央同盟国に国土を占領され、アドリア海のコルフ島に亡命することとなった。一方オーストリア領内の南スラヴ統一主義者はユーゴスラヴ委員会を結成し、ロンドンへ亡命。1917年にセルビア政府とユーゴスラヴ委員会の間でコルフ宣言が合意され、戦後カラジョルジェヴィチ家の国王による南スラヴ人の王国を建国することが決まった。
1918年、オーストリア＝ハンガリー帝国の崩壊を受け、初の南スラヴ人統一国家である「セルビア人、クロアチア人およびスロベニア人王国」（セルビア・クロアチア語: Kraljevina Srba, Hrvata i Slovenaca / Краљевина Срба, Хрвата и Словенаца、スロベニア語: Kraljevina Srbov, Hrvatov in Slovencev、別名セルブ・クロアート・スロヴェーン王国）が建国された。ただし、南スラヴ人のうちでもマケドニアを巡ってセルビアと対立関係にあったブルガリアが含まれることはなかった。また、新国家は当初からセルビア人とクロアチア人の対立が激しく、1928年の議会内暗殺事件を契機に翌年国王アレクサンダル1世は独裁政治を開始。国号をユーゴスラビア王国に改め、歴史的・民族的な境界を無視した州を設置するなど上からの南スラヴ統一主義に基づく国家建設を推し進めた。しかしこの試みも国内の民族主義者によるアレクサンダル1世の暗殺によって失敗に終わった。
1941年より一時期日独伊三国同盟に加盟していたが、クーデターにより脱退し中立国となる。しかしこれを許さなかったナチス・ドイツが侵攻し（ユーゴスラビア侵攻）、クロアチア独立国、セルビア救国政府等々に分割・占領された。しかし枢軸国軍はパルチザンによって1945年には駆逐され、パルチザンの主導による共産主義のユーゴスラビア社会主義連邦共和国が建国された。
ユーゴスラビア社会主義連邦共和国は1991年にスロベニアとクロアチアの独立宣言により内戦に陥り（ユーゴスラビア紛争）、2006年に全ての構成共和国が独立して消滅することとなった。
1945年から2003年までのユーゴスラビア社会主義連邦共和国、ユーゴスラビア連邦共和国、セルビア・モンテネグロは、国歌として汎スラヴ主義の賛歌である『スラヴ人よ』（スロベニア語: Hej Slovani、クロアチア語: Hej Slaveni、セルビア語: Хеј, Словени、マケドニア語: Еј, Словени）を使用していた。

### その他
また、2022年ロシアのウクライナ侵攻におけるプーチン政権の主張の一つ、「ウクライナ人とロシア人は単一民族だ」というのも、汎スラブ主義が東スラブ世界において形を変えて出てきたものとみなすことも考えられる。